# Pfaffia townsendii
Pfaffia townsendii är en amarantväxtart som beskrevs av Troels Myndel Pedersen. Pfaffia townsendii ingår i släktet Pfaffia och familjen amarantväxter. Inga underarter finns listade i Catalogue of Life.